# Kerk van Terkaple
De kerk van Terkaple is een protestants kerkgebouw in Terkaple in de Nederlandse provincie Friesland.
De eerste steen werd gelegd op 1 april 1854 door Anne Jacobs Hilverda. De kerk werd gebouwd op de fundamenten van een romaanse kapel dat bij het huis Van Oenema  hoorde. In de kerkvloer liggen gebeeldhouwde grafzerken van de adellijke families Van Oenema en Van Roorda, een door P. Dircks uit 1570 en een door Jacob Lous uit 1610. Deze zerken zijn samen met het mechanisch torenuurwerk uit circa 1600 en het kerkhof rijksmonument. Het orgel uit 1924 is gemaakt door firma M. Spiering. Het orgel bevindt zich boven de kansel aan de oostzijde van de kerk.
In 2016 vond er wegens verzakking herstelwerkzaamheden plaats aan de fundering. Hierbij werd een grafzerk uit 1485 van de edelman Tjepke Oenema blootgelegd. De Fryske Akademy heeft het opschrift in het Oudfries en Latijn ontcijferd. Ook de toren is gerenoveerd. Over de grootste grafzerk in de kerk werd een glasplaat gelegd.

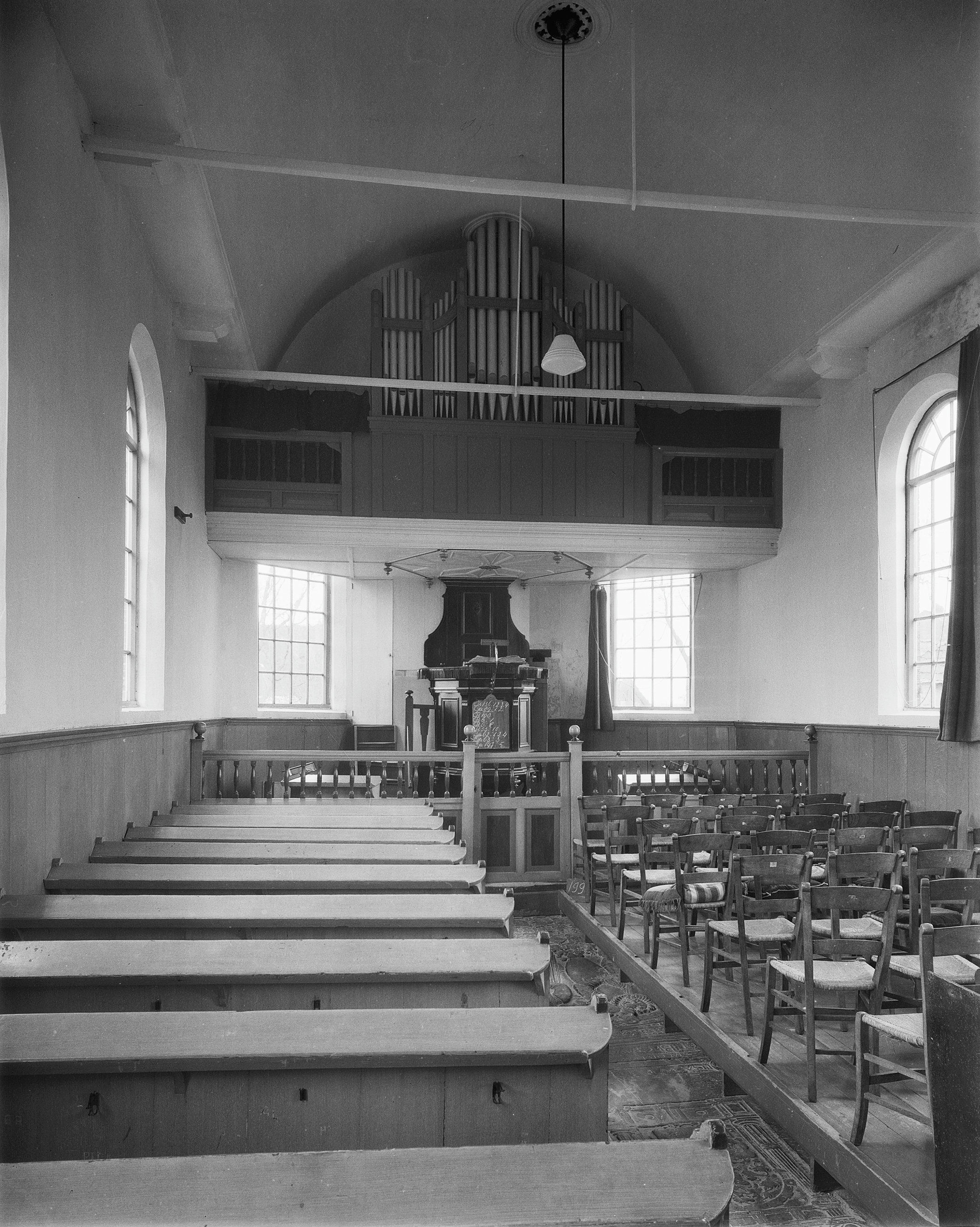
Interieur in 1959
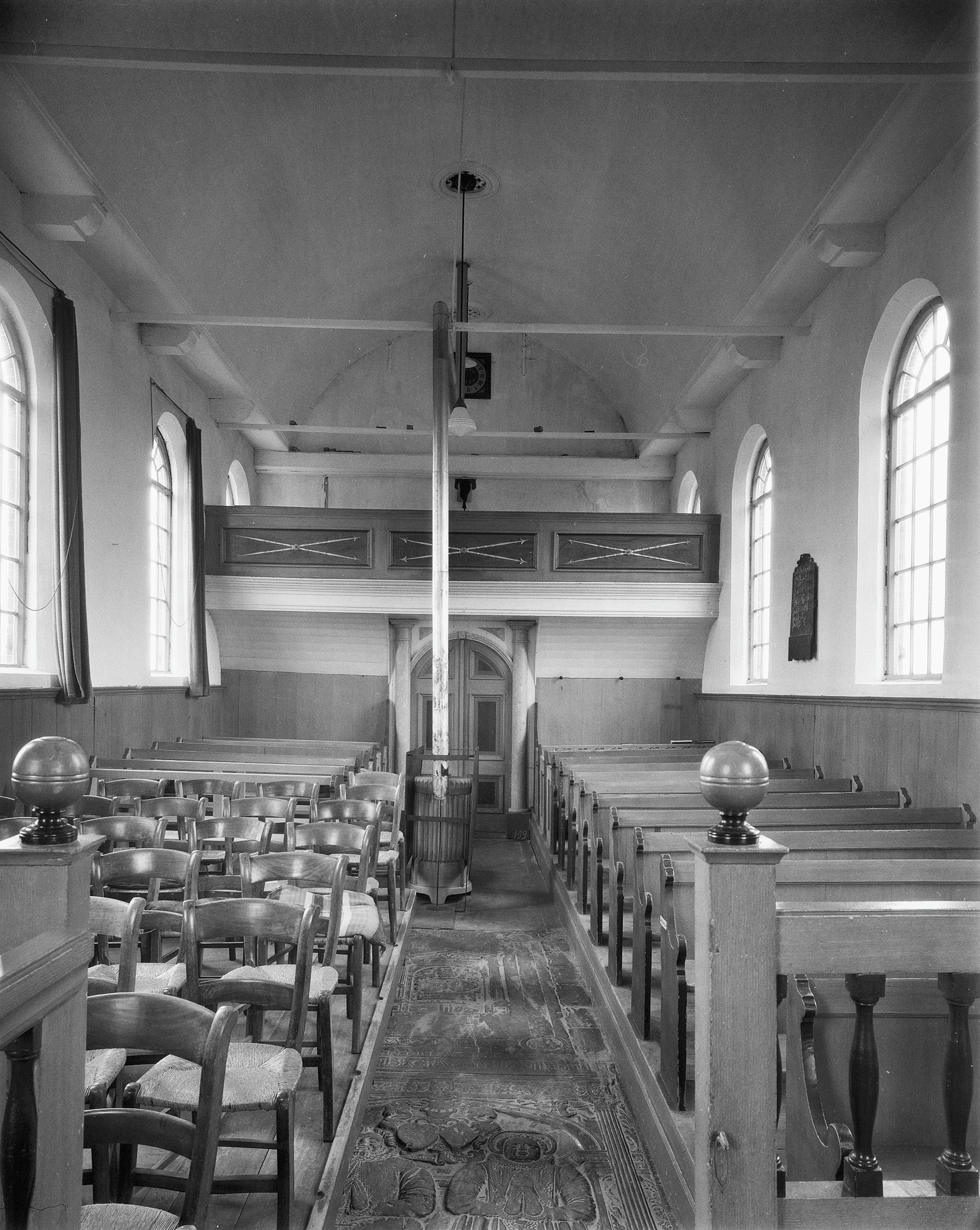
Interieur met zerken in 1959
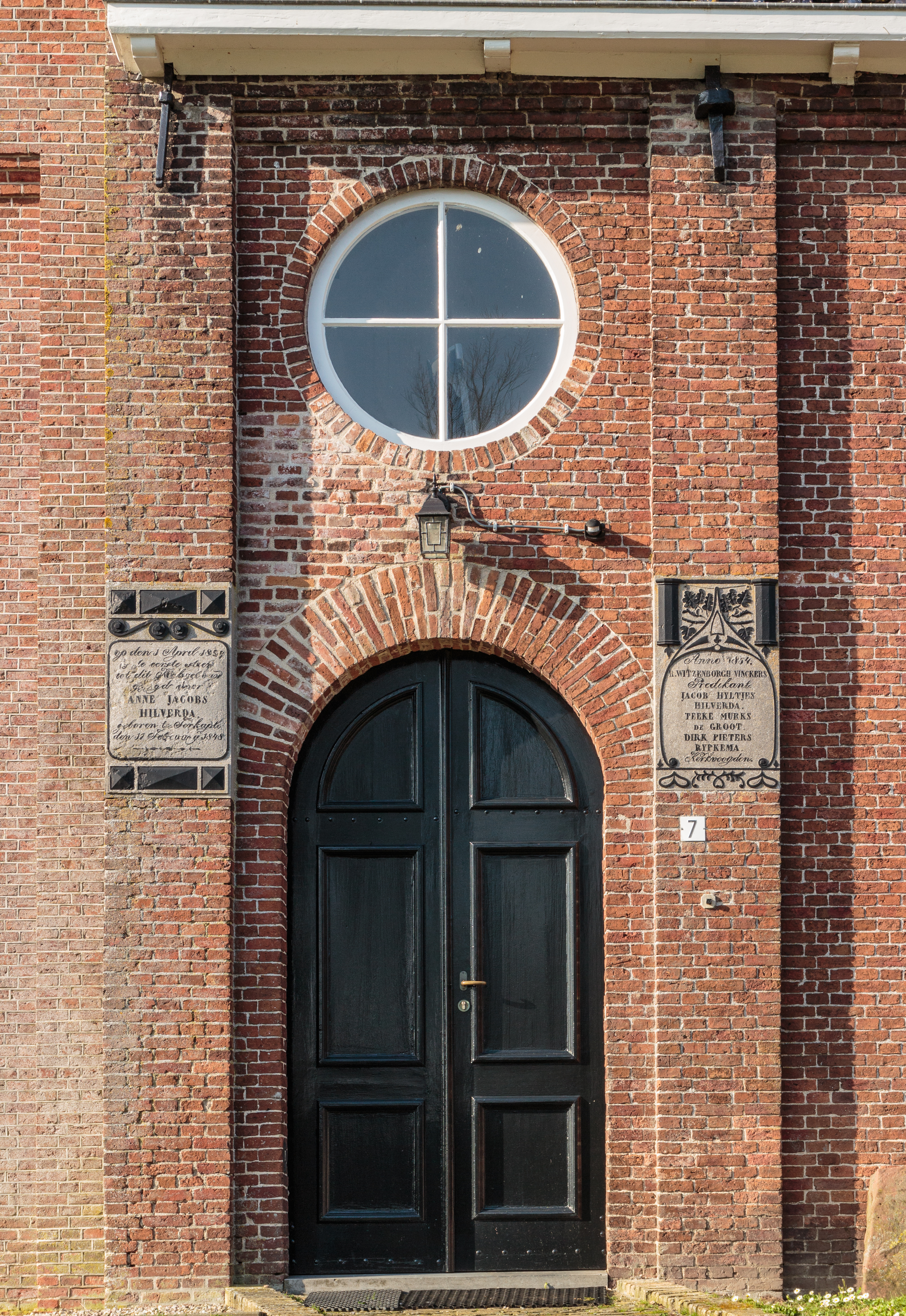
Ingangsportaal met gevelstenen

Het kerkgebouw behoort tot de protestantse gemeente Joure. Hiertoe behoren ook de Hobbe van Baerdt Tsjerke, de Oerdracht, de Kerk van Goingarijp en de kerk van Broek.